# Eupleurus
Il genere Eupleurus Mulsant, 1842, appartiene alla Sottofamiglia Aphodiinae della Famiglia degli Scarabaeidae dell'Ordine dei Coleotteri.

## Descrizione
Pe maggiori particolari sulle caratteristiche fisiche, l'anatomia, il comportamento, l'habitat e la fenologia si rimanda alla voce Aphodiinae.
I coleotteri appartenenti al genere Eupleurus condividono i seguenti caratteri diagnostici: 
- Sono specie di medie dimensioni, da 5 a 8 millimetri; di forma allungata e fortemente convessa, lucida o con elitre glabre; di colore nerastro o molto raramente rossiccio, le elitre possono essere nere taccate di rosso o completamente rosse.
- Il capo ha epistoma gibboso e punteggiato irregolarmente; il clipeo verso la parte centrale è debolmente sinuato, arrotondato ai lati e con l'orlo robusto per intero.
- Le guance o gonae sono cigliate corte e arrotondate, più sporgenti degli occhi; la sutura frontale è tubercolata.
- Il pronoto è fortemente convesso e subquadrato, spianato sul disco; i lati sono orlati e arcuati; gli angoli posteriori troncati obliquamente. La base del pronoto è orlata, con l'orlo sottile e crenulato.
- Lo scutello ha forma triangolare allungata, grande, infossato.
- Le elitre sono fortemente convesse, subparallele ai lati; hanno strie costituite da tre substrie: due laterali sottili e rialzate ai bordi, la centrale infossata e con distinte foveole trasverse; gli intervalli sono subcareniformi, più o meno distintamente punteggiati.
- Le protibie sono tridentate al margine esterno nel senso distale, non serrulate nel senso prossimale.
- Le metatibie, sulla faccia esterna, hanno distinte carene trasverse con una corona di spinule corte e di uguale lunghezza.
- Il pigidio ha pubescenza fine, corta e sparsa.
- Il dimorfismo sessuale è evidenziato nei maschi dal pronoto con una debole fossetta al centro del margine anteriore e dalla sutura frontale col tubercolo mediano più elevato.
- L'edeago ha parameri allungati, non membranosi all'apice.
- L'epifaringe al margine anteriore è bisinuata.
- L'epitorma ha forma conica.
- La corypha è sporgente, con diverse spiculae robuste.
- I chaetopedia hanno prophobae piuttosto sparse e accorciate con chetae allungate.
- Le chaetopariae sono abbastanza dense e allungate.

## Distribuzione
È un genere diffuso nella regione olartica.

## Tassonomia
Attualmente (anno 2006) il genere comprende 2 specie di cui 1 reperita in territorio italiano:
- Eupleurus antiquus
- Eupleurus subterraneus  (italiana)